# Gert Klück
Gert Klück (2 oktober 1960) is een Nederlands nieuwslezer. Hij verwierf bekendheid als nieuwslezer bij het ANP en later de NOS.

## Levensloop
Na zijn opleiding aan de School voor Journalistiek in Utrecht maakte hij acht jaar kunstprogramma’s. 
Voor de NCRV-radio werkte Gert Klück mee aan Literama en Het Kunstbedrijf.
Bij STAD Radio Amsterdam presenteerde hij drie jaar elke week Uit in Amsterdam, een live programma over het kunstaanbod in de stad.
In 1990 trad Gert Klück als nieuwslezer in dienst van de Radionieuwsdienst van het ANP. Enkele jaren later werd hij ook redacteur en ten slotte eindredacteur van wat nu het (radio) NOS Journaal heet.
Gert Klück heeft drie 'lees-dagen' per week, telkens zeven-acht uur achter elkaar.